# پیکاپ (فیلم)
پیکاپ (به انگلیسی: The Pickup) یک فیلم سرقت آمریکایی در سبک کمدی اکشن به کارگردانی تیم استوری و نویسندگی مت مایدر و کوین باروز است. این فیلم با بازی ادی مورفی و پیت دیویدسون قرار است، در سال ۲۰۲۵ توسط کمپانی آمازون ام‌جی‌ام استودیوز منتشر شود.

## خلاصه داستان
مردی به دنبال یک زن مرموز می‌افتد، اما درگیر یک نقشه سرقت غیرمنتظره می‌شود که به هرج و مرج و کمدی تبدیل می‌شود.

## ساخت
فیلمبرداری در آتلانتا در آوریل ۲۰۲۴ آغاز شد. در ۲۰ آوریل، در حین فیلمبرداری واحد دوم از یک صحنه اکشن، تصادفی رخ داد که در آن یک کامیون زرهی و یک خودرو با هم برخورد کردند که در نتیجه هر دو خودرو واژگون شدند و تعدادی از خدمه مجروح شدند.